# Suối Sóc
Suối Sóc là một con suối đổ ra Sông Thị Vải. Suối có chiều dài 17 km và diện tích lưu vực là 18 km². Suối Sóc chảy qua các tỉnh Đồng Nai, Bà Rịa - Vũng Tàu.